# AirSWIFT
AirSWIFT (früher ITI Air) ist eine regionale philippinische Fluggesellschaft.

## Flugziele
Die Fluggesellschaft betreibt den El Nido Airport, einen privaten Flughafen auf der Insel El Nido, Palawan. Seit September 2018 bietet AirSwift mehrere inländische Strecken an.

## Flotte

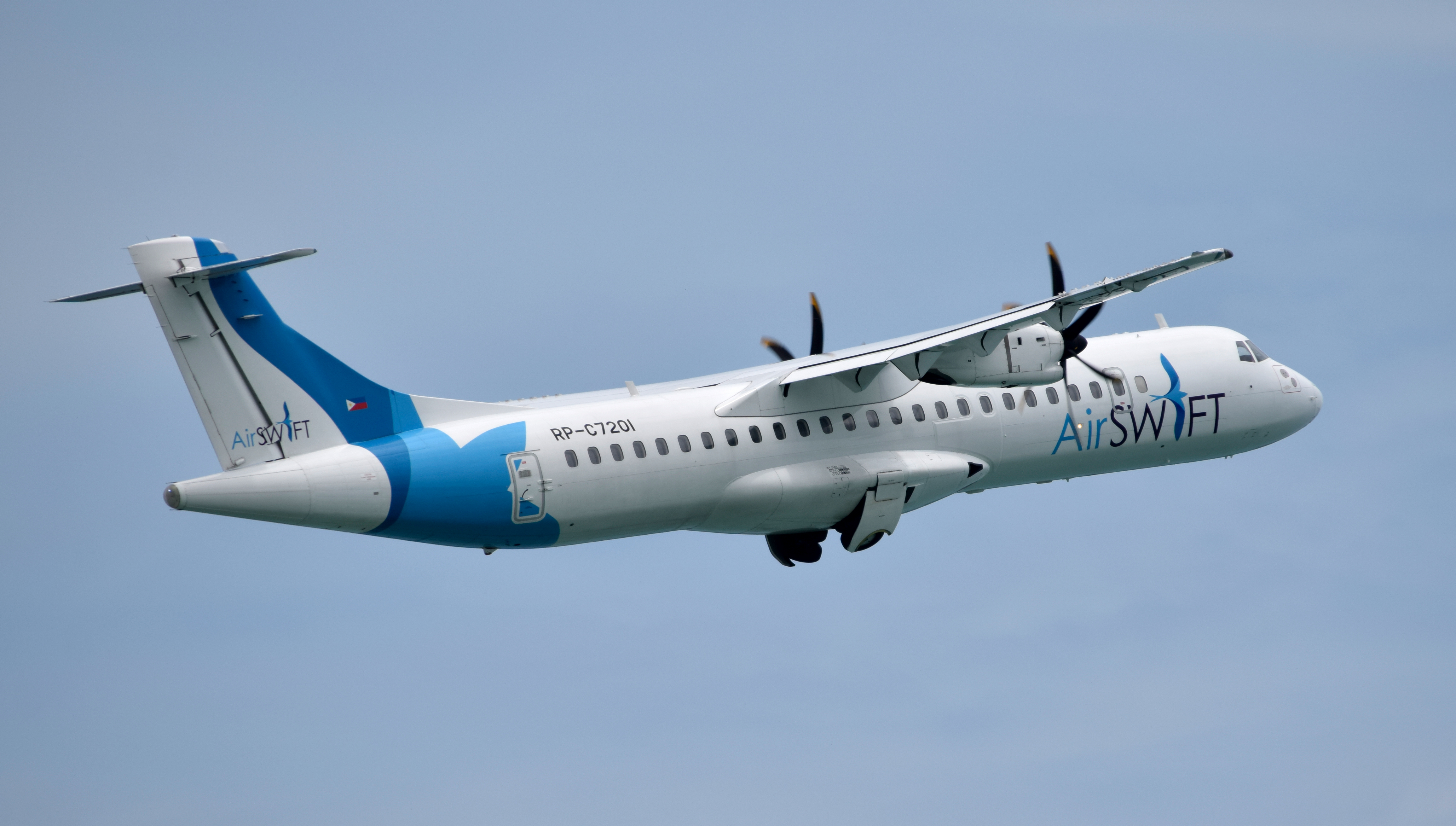
Eine ATR 72-600 der AirSWIFT im Jahr 2019

Mit Stand Februar 2024 besteht die Flotte der AirSWIFT aus fünf Flugzeugen mit einem Durchschnittsalter von 5,7 Jahren:
| Flugzeugtyp | Anzahl | Bestellt | Anmerkungen | Sitzplätze | Durchschnittsalter (Februar 2024) |
| ----------- | ------ | -------- | ----------- | ---------- | --------------------------------- |
| ATR 42-600  | 2      |          |             | 48         | 7,9 Jahre                         |
| ATR 72-600  | 3      |          |             | 72         | 4,2 Jahre                         |
| Gesamt      | 5      | -        |             |            | 5,7 Jahre                         |

## Flughäfen im Eigentum
AirSWIFT besitzt und betreibt folgende Flughäfen:
- El Nido Airport[4]
- Sicogon Airport